# Gordianus I
Marcus Antonius Gordianus Sempronianus Romanus "Africanus" (157/9-238), kortweg Gordianus I, was keizer gedurende enkele weken in maart-april 238 samen met zijn zoon Gordianus II. Hij was een van de rijkste personen in het keizerrijk maar ook een zeer begaafde en integere persoonlijkheid. De Griekse auteur Philostratus droeg zijn Levens van de sofisten aan hem op.
Op zijn zestigste werd hij consul en hij was bijna tachtig jaar oud toen hij werd aangesteld als gouverneur van Noord Africa. Er ontstonden zeer ernstige problemen door de soms absurde belastingdruk ingesteld door Maximinus I 'Thrax'. Deze was zo hoog dat sommige welgestelden, liever dan failliet te gaan, besloten de belastinginners te vermoorden. Vervolgens werd er een dringend beroep gedaan op Gordianus om keizer te worden. Na aarzeling accepteerde hij rond 19 of 22 maart 238 samen met zijn zoon Gordianus II deze taak.
De twee Gordiani begaven zich naar Carthago vanwaaruit zij een brief naar de Romeinse senaat schreven om hun plannen bekend te maken. Tegelijkertijd gaven de Gordiani de opdracht Vitalianus, de prefect van de pretoriaanse garde die zeer trouw was aan Maximinus, te vermoorden. Dat gaf de senaat voldoende moed om het aanbod van de Gordiani openlijk te accepteren. Gordianus I en Gordianus II werden gezamenlijk keizers en kregen de officiële bijnaam "Africanus". Het nieuws dat Maximinus was afgezet werd door de Romeinse burgerij met vreugde ontvangen en rellen braken uit waarbij alle informanten en belastinginners van Maximinus werden vermoord.
Toen dit nieuws Maximinus, die op dat moment in Sirmium was, bereikte, begaf hij zich naar Italia om te trachten de opstand te onderdrukken.
De Gordiani begingen echter de fatale fout een oude vijand, Capellianus, de gouverneur van Numidië, te willen afzetten. Capellianus kwam in opstand en trok met zijn legioenen naar Carthago en vormde een enorme overmacht. Beide Gordiani kwamen om op 12 april, Gordianus II in de strijd (zie: Slag bij Carthago (238)) en Gordianus I door zelfmoord.